# Maximilian von und zu Liechtenstein

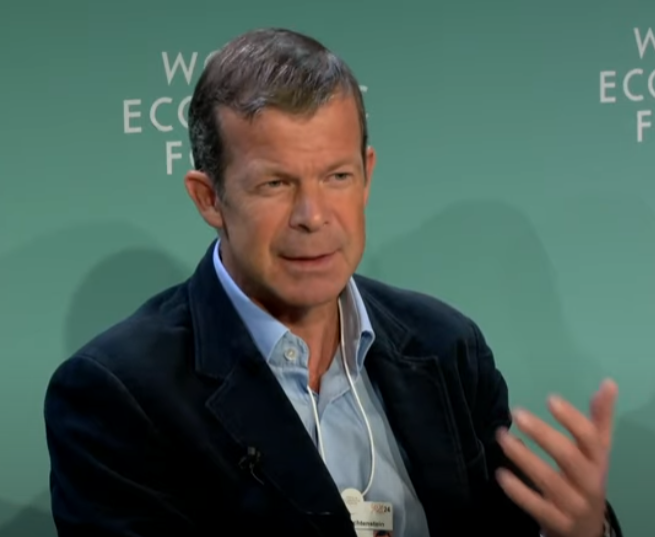
Maximilian von Liechtenstein

Maximilian Nikolaus Maria Prinz von und zu Liechtenstein, Graf zu Rietberg, (* 16. Mai 1969 in St. Gallen) ist ein liechtensteinischer Manager. Der Sohn von Fürst Hans-Adam II. von und zu Liechtenstein ist CEO der LGT Group. Nachdem sein Vater 1989 Fürst geworden war, war er bis zur Geburt seines Neffen Joseph Wenzel von und zu Liechtenstein 1995 auf dem zweiten Platz der Thronfolge.

## Leben
Prinz Maximilian wurde als zweiter Sohn des damaligen Erbprinzen Hans Adam Pius (* 1945) und seiner Gattin Gräfin Marie Kinsky von Wchinitz und Tettau (1940–2021) geboren und absolvierte Primarschule und Gymnasium in Liechtenstein. Nach einem Zwischenjahr mit Arbeitspraktika und Reisen studierte er an der European Business School in Oestrich-Winkel Betriebswirtschaftslehre. Nach seinem Abschluss 1993 arbeitete er für Chase Capital Partners in New York. Von 1997 bis 1998 setzte er seine akademische Ausbildung an der Harvard Business School in Boston fort und erreichte das Diplom Master of Business Administration. Ab 1998 arbeitete er in Hamburg und London bei einer Venture-Capital-Gesellschaft, danach 2000–2006 bei JP Morgan Partners. Seit 2006 ist er Vorstandsvorsitzender der LGT Group.

### Familie
Im Dezember 1999 verlobte er sich mit Angela Brown (* 3. Februar 1958 in Bocas del Toro / Panama, Tochter von Javier Francisco Brown und Silvia Maritza Brown geb. Burke). Die Hochzeit fand am 29. Januar 2000 in der Saint Vincent Ferrer Kirche in New York im Familien- und Freundeskreis statt.
Das Paar hat einen gemeinsamen Sohn:
- Prinz Alfons Constantin Maria von und zu Liechtenstein, Graf zu Rietberg (* 18. Mai 2001).

## Titel, Anrede und Wappen
Der volle Titel des Prinzen lautet:

Wappen der fürstlichen Familie

Prinz von und zu Liechtenstein, Graf zu Rietberg.
Alle Mitglieder des Hauses haben die Anrede Durchlaucht und führen das Wappen der Fürstlichen Familie.